# ماریانا (شعر)
«ماریانا» شعری از آلفرد تنیسون است که در سال ۱۸۳۰ منتشر شد.
این شعر از یک موضوع مشترک در بسیاری از آثار تنیسون پیروی می‌کند و آن چیزی نیست جز انزوای ناامیدانه.
موضوع «ماریانا» زنی است که مدام از عدم ارتباط خود با جامعه می‌نالد. انزوا وجود او را تعریف می‌کند و اشتیاق او برای ارتباط، او را از آرزوی مرگ در پایان هر بند رها می‌کند.
ایده ماریانا از کتاب قیاس برای قیاس اثر ویلیام شکسپیر سرچشمه می‌گیرد، اما این شعر قبل از بازگشت معشوق ماریانا به پایان می‌رسد.
این شعر مورد استقبال منتقدان قرار گرفت و منتقدان آن را نمونه ای از مهارت تنیسون در شعرسرایی توصیف می‌کنند.
نسخه تنیسون توسط دیگران از جمله جان اورت میلی و الیزابت گاسکل برای استفاده در آثار خود اقتباس شد.

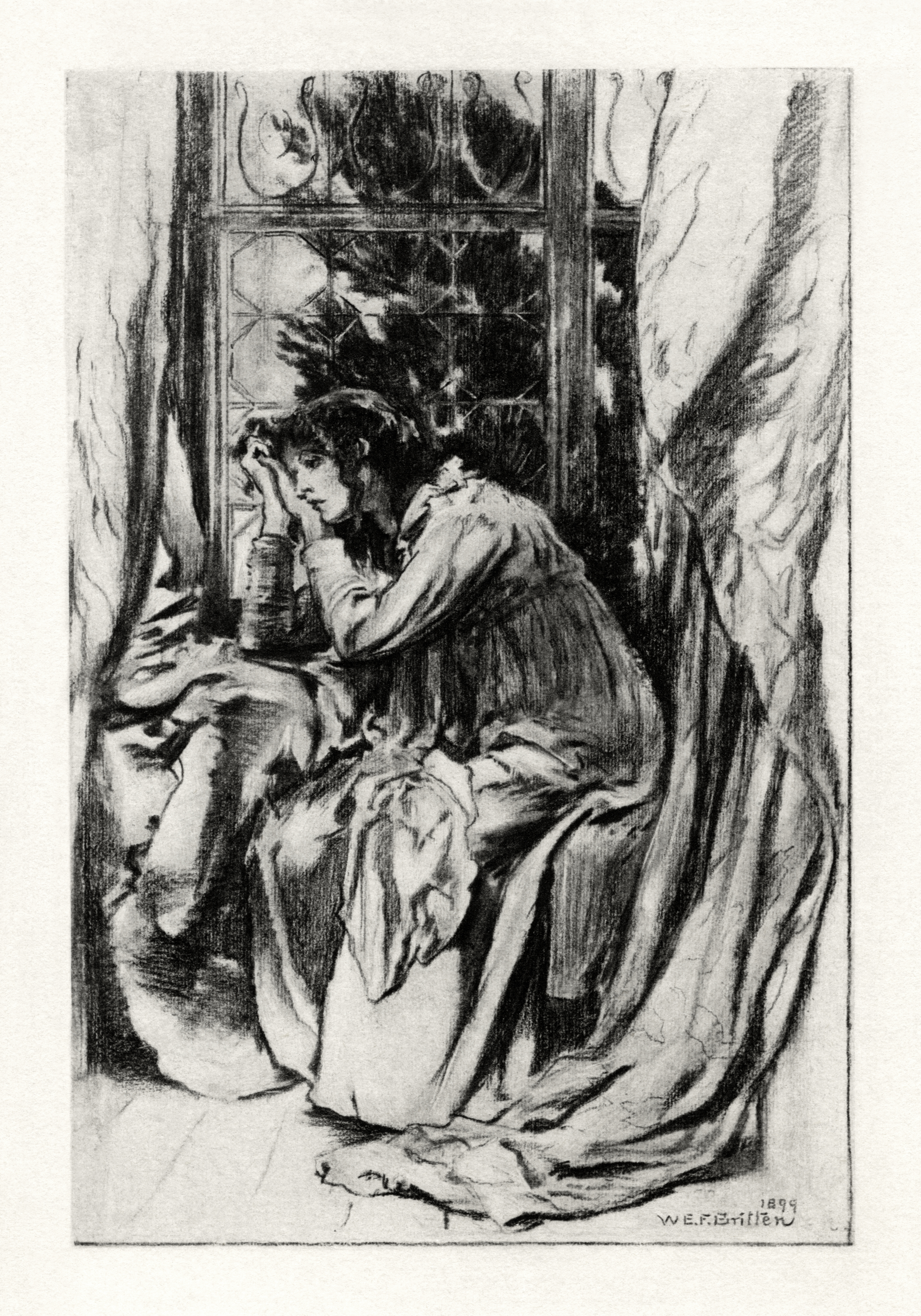
رخ نگاره توسط W. E. F. Britten

تنیسون ماریانا را در سال ۱۸۳۰ به اتمام رساند و آن را در مجموعه معروف خود تحت عنوان اشعار (تنیسون، ۱۸۴۲) گنجانید که مجموعه ای از سروده‌های غنایی تنیسون می‌باشد.
پیش از این، او شعرهایی را در اثر اشعار دو برادر در سال ۱۸۲۷ ارائه کرد، جایی که شعرهای اولیه او در مورد انزوا و خاطره را می‌توان یافت. این موضوع در مجموعه بعدی با اشعاری مانند «ماریانا»، «قصیده خاطره» و سایر شعرهای وی ادامه یافت.
تنیسون طی سفری به پیرنه در تابستان ۱۸۳۰ به دنبال کمک به شورشیان اسپانیایی بود. در آن زمان، او تحت تأثیر تجربه‌هایش قرار گرفت و تأثیر آن در شعر «ماریانا در جنوب»، که در سال ۱۸۳۲ منتشر شد، ظاهر شد. این یک نسخه متأخر است که ایده اش از شعر بانوی شالوت به دست آمده است.

## ساختار شعر
بسیاری از آثار تنیسون در قالب مونولوگ‌های نمایشی و دراماتیک طبقه‌بندی می‌شود. با این حال، ماریانا مانند بانوی شالوت به‌طور دقیق‌تر روایتی غنایی است.
ماریانا شعری شامل عناصر تک‌شناسی دراماتیک است، به این دلیل که در آن مضامینی وجود دارد که در شعر «اوریانا» و دیگر اشعار یافت می‌شود.
«اوریانا» کاملاً یک مونولوگ دراماتیک است و «ماریانا» به این دلیل نیست که تنیسون در آن نشان می‌دهد که چگونه شخصیت قادر به کنترل زبانی شعر خود نیست که همین موضوع باعث می‌شود مضامین شعر تقویت گردد. این تکنیک در شعر بعدی تنیسون تحت عنوان (دوصدا) استفاده شد.
طرح قافیه شعر به صورت ABAB CDDC EFEF است که با قافیه استاندارد تصنیف متفاوت است که شعر را در بر می‌گیرد و سپس به بیان آزاد اجازه می‌دهد. به بیان دیگر رباعی میانی مصراع‌ها در مضمون به ابتدای یک الگوی چرخه‌ای بازمی‌گردد، در حالی که سطرهای رباعی آخر حاوی همان کلمات اولیه است.

## بخشی از شعر

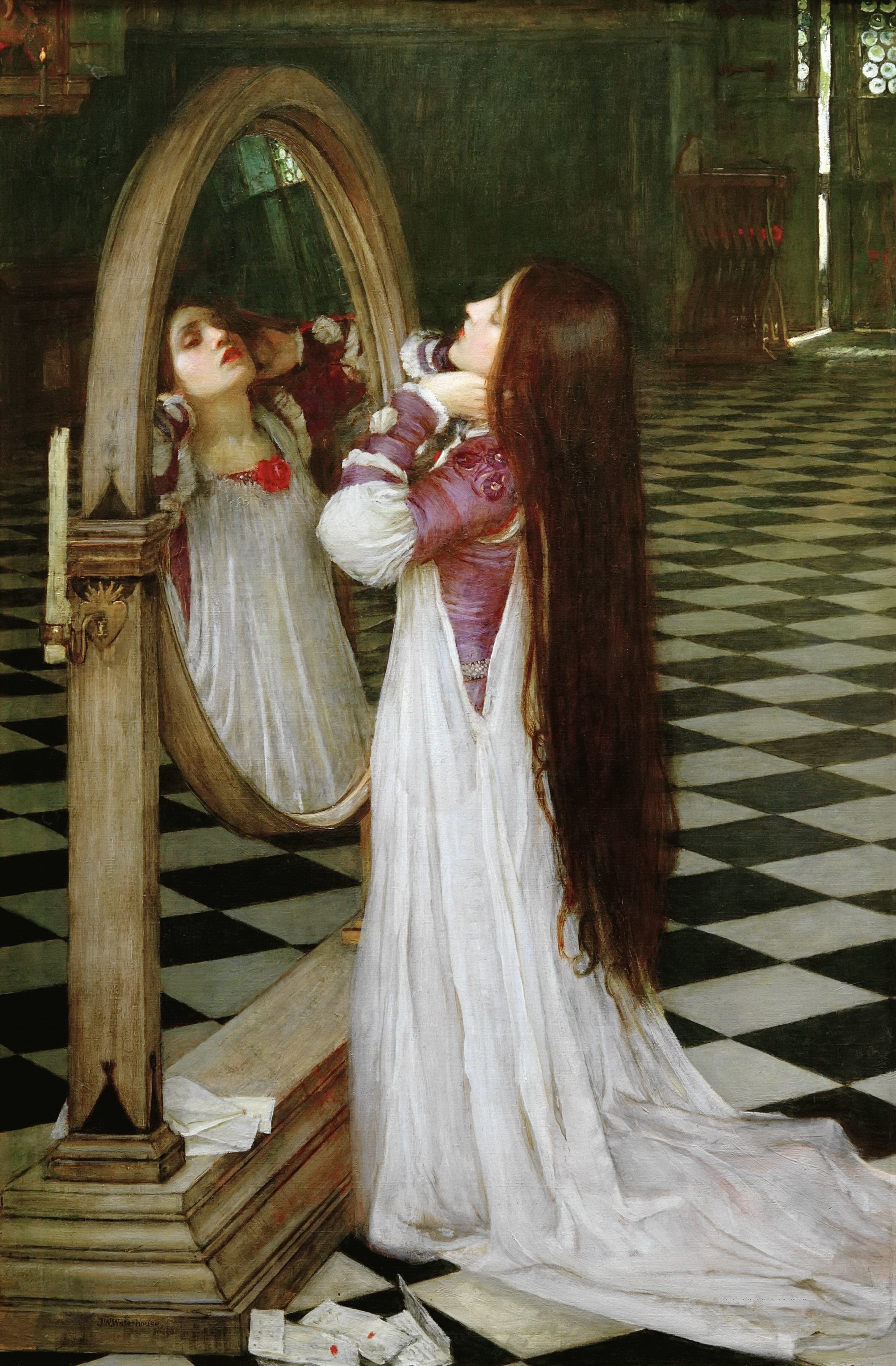
ماریانا در جنوب اثر جان ویلیامز واترهاوس

در درون شعر، تنیسون به مخاطب نمی‌آموزد که مالیخولیا به چه معناست. در عوض، او جنبه‌های مختلف آن را در ابتدای کار شرح می‌دهد:
With blackest moss the flower-plots

Were thickly crusted, one and all:

The rusted nails fell from the knots

That held the pear to the gable-wall.

The broken sheds looked sad and strange:

Unlifted was the clinking latch;

Weeded and worn the ancient thatch

Upon the lonely moated grange.

She only said, "My life is dreary,

He cometh not," she said;

She said, "I am aweary, aweary;

I would that I were dead!"

گلدان‌ها یکایک خزه‌های سیاه را گرفته بودند

و میخ‌های زنگار گرفته از گره‌هایی که درخت گلابی را به دیوار شیروانی نگه می‌داشت فرو می‌ریختند

اتاقک‌های در هم شکسته غمگین و غریب می‌نمودند

و هیچ دستی چفت در را نگشوده بود

علف‌های هرز

از درون کهنه پوشال فرسوده‌ای که

خانه پرت و محصور مزرعه را پوشانده بود

سر برآورده بودند

دخترک تنها می‌گفت:

«زندگی دلتنگ است،

او نمی‌آید.»

دخترک می‌گفت

دخترک می‌گفت

«طاقتم تاق شده

کاش می‌مردم!»— lines 1–12، سطرهای ۱ تا ۱۲
به ترجمه آقای محمد رجب پور

## مضامین

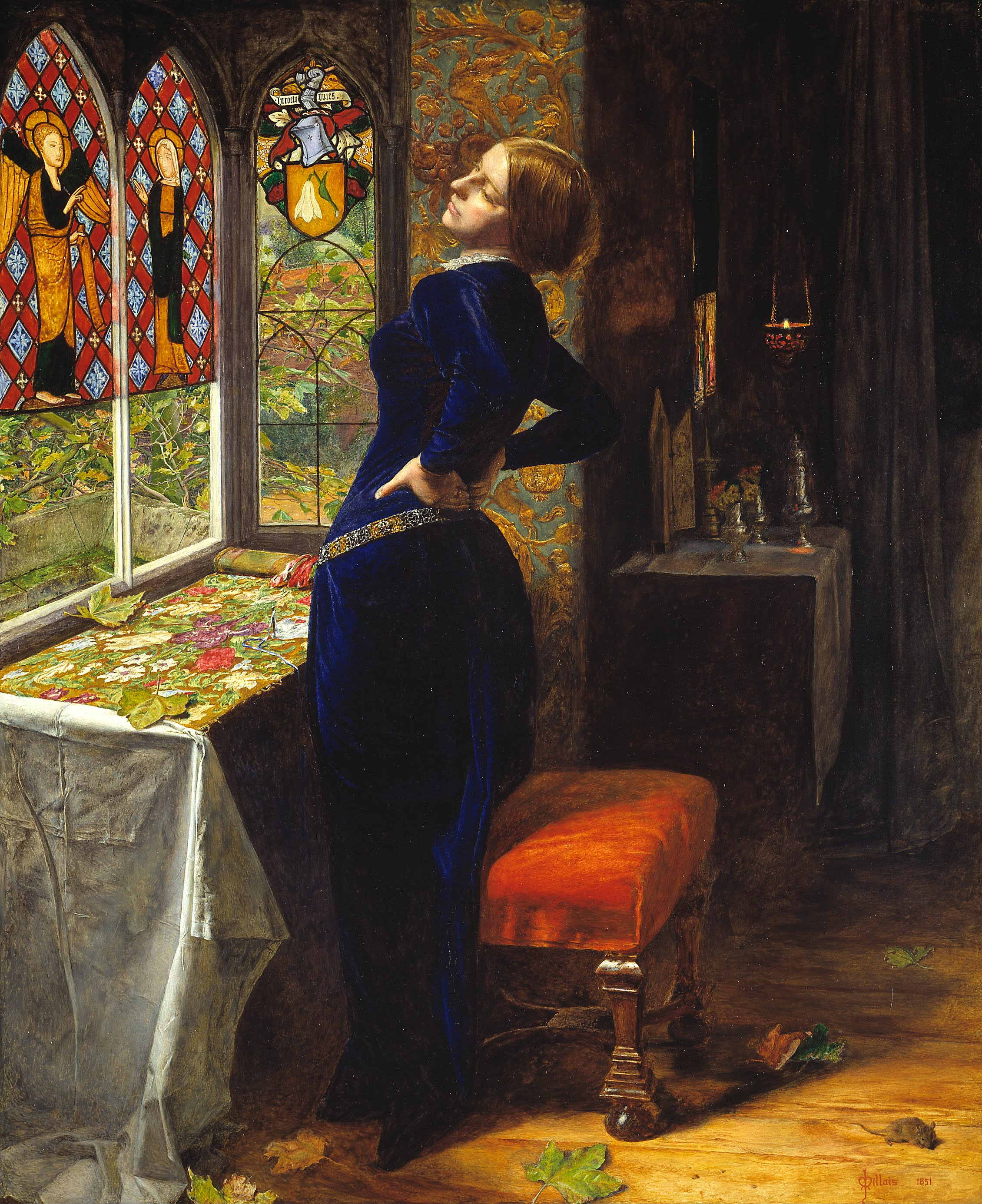
ماریانا اثر جان اورت میلی (۱۸۵۱)

اشعار تنیسون به‌طور سنتی برای اثر گذاری با تصاویر بصری ادغام می‌شوند. اما در «ماریانا»، تنیسون بیشتر از تصویرسازی شنیداری استفاده می‌کند که به تنهایی ماریانا تأکید کند.
شنوایی او حساس است و قادر به شنیدن هر صدایی است اما این توانایی فقط سکوت اطرافش را آشکار می‌کند. تنهایی و انزوای او باعث می‌شود که نتواند زیبایی اطرافش را بشناسد و دنیا برایش دلتنگ باشد.
برخلاف دیگر اشعار تنیسون، از جمله «بانوی شالوت»، هیچ حرکتی در «ماریانا» وجود ندارد. همچنین فقدان یک پایان واقعی در شعر دیده می‌شود اما در نسخه بعدی (ماریانا در جنوب) که این بار شعر را دوباره کار می‌کند، نتیجه‌گیری قوی تری وجود دارد که می‌توان در مرگ یافت.
شخصیت ماریانا با اثر قیاس برای قیاس شکسپیر مرتبط است. نقل قول مستقیمی از نمایشنامه شکسپیر در رابطه با شخصیتی به همین نام وجود دارد. در نمایشنامه شکسپیر، ماریانا توسط شخصیت آنجلو طرد می‌شود و تنها زندگی می‌کند و به عشق خود می‌سوزد.
نسخه تنیسون برخلاف نمایشنامه شکسپیر که در شهر وین می‌گذرد، اشاره به شهر لینکلن شایر دارد. همین باعث می‌شود که کاراکترها به یک انگلیسی تمام عیار جلوه کنند. علاوه بر این، صحنه درون شعر هیچ گونه زمینه اصلی را ندارد، اما این دو اثر در تصویرسازی یک زندگی کسل کننده و زنی افسرده به نام ماریانا پیوند خورده‌اند.
تنیسون تنها کسی نیست که از تصویر استفاده کرد. نقاشی ۱۸۵۱ جان اورت میلی ماریانا بر اساس ماریانا نسخه تنیسون است و سطرهای ۹ تا ۱۲ شعر تنیسون برای توضیح کاتالوگ این نقاشی استفاده شده است. به‌طور مشابه، همان‌طور که تنیسون الهام بخش میلی شد، نقاشی جان اورت میلی به عنوان الهام بخش رمان الیزابت گاسکل تحت عنوان روت عمل کرد. ماریانای تنیسون و شخصیت اصلی رمان گاسکل، روث، به صداهای اطراف خود حساس هستند و دائماً به بیرون از پنجره نگاه می‌کنند که نشان دهنده زندانی شدن آنها در خانه است. تصویر ماریانا که توسط تنیسون استفاده شده و آثار بعدی که به دنبال آن آمده‌اند یا الهام گرفته شده‌اند به همان اندازه زنی خسته را نشان می‌دهد.

## ایده‌های استفاده شده در کتاب
منابع زیادی برای شعر و قسمت‌های درون شعر توسط ویراستاران یا منتقدان مختلف شاعر تنیسون پیشنهاد شده است. این منابع عبارتند از قطعاتی از شعر سافو و سینا، آینید ویرژیل، قصیده هوراس، رومئو و ژولیت و قیاس برای قیاس شکسپیر، لیکیداس جان میلتون، اسارت اثر ساموئل راجرز و ایزابلا، خواب و شعر اثر سنت جان کیتس.